# Lothar Rechtacek
Lothar Rechtacek (* 29. Januar 1943 in Teplitz-Schönau, Reichsgau Sudetenland; † 8. Januar 2013 in Holbach) war ein deutscher Maler, Grafiker und Bildhauer.

## Leben
1945 flüchtete seine Mutter mit Lothar und seiner älteren Schwester aus seinem Geburtsort Teplitz nach Niedersachswerfen im Südharz, wo er seine Kindheit verbrachte. Er absolviergte von 1957 bis 1960 eine Malerlehre und leistete dann Grundwehrdienst bei der NVA. Von 1962 bis 1965 studierte er Dekorative Malerei an der Fachschule für angewandte Kunst Potsdam und von 1965 bis 1968 Bildhauerei an der Kunsthochschule Berlin-Weißensee. Hier arbeitete er jahrelang mit seinen Mentoren Werner Stötzer und Gerhard Rommel zusammen. In dieser Zeit entstanden viele Großplastiken im Berliner Raum, so zum Beispiel die Rekonstruktion des Apollon-Gespannes auf dem Schauspielhaus am Gendarmenmarkt. Seit 1968 arbeitete er in Berlin als freischaffender Künstler. Von 1972 bis 1975 leitete er das Grafikzentrum in Berlin-Pankow. 1975 gründete er die noch heute existierende Künstlergemeinschaft Gruppe Akanthus in Berlin, deren künstlerischer Leiter er bis 1984 war. 
1984 zog er zurück in den Südharz, wo er mit seiner Frau Elke in Holbach lebte.  Dort engagierte er sich bis 1989 als Leiter des „Kunstkreises Nordhausen“. Ab 2002 lehrte er an der Jugendkunstschule Nordhausen.
Rechtacek war bis 1990 Mitglied des Verbands Bildender Künstler der DDR und u. a. 1975 und 1981 auf der Bezirkskunstausstellung Berlin und 1981 in Dresden auf der Ausstellung "25 Jahre NVA" vertreten.

## Werk

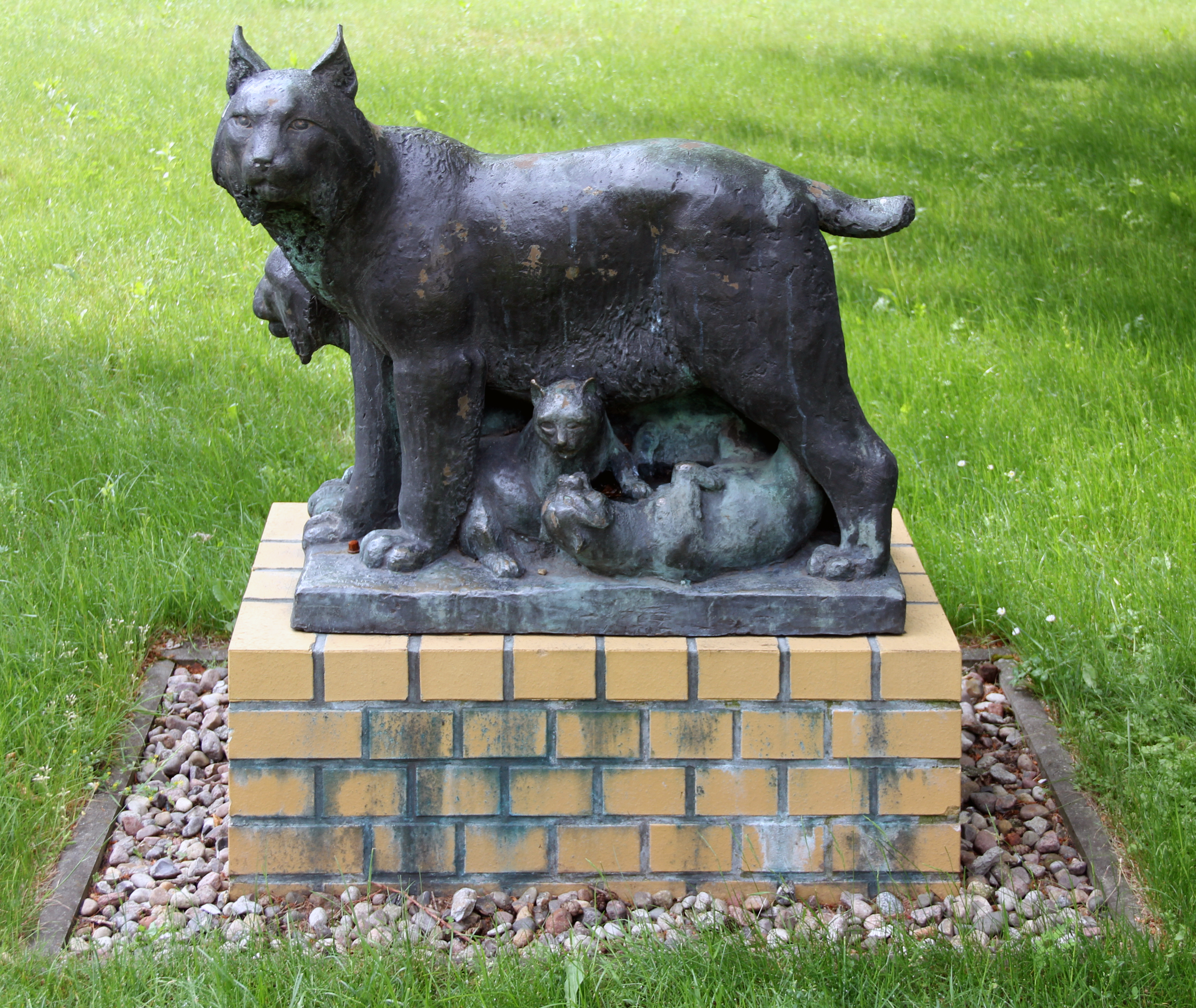
Luchsfamilie, Römerweg 39, in Berlin-Karlshorst

Der Schwerpunkt seines Schaffens liegt in der Gestaltung von Mensch und Tier. Dabei blieb er ungeachtet von Modeströmungen stets der realistischen Darstellung treu, überhöhte gern das Typische und entführt den Betrachter in eine mystische Traum- oder Märchenwelt. Zuletzt befasste er sich verstärkt mit germanisch-mythologischen Themen. Seine Bilder erzählen nicht primär Geschichten, sondern sind vielmehr Abbildung einer abgeschlossenen Momentaufnahme.
Das Ornament spielt eine tragende Rolle in seinem Schaffen. Zu seinen Vorbildern zählen Amedeo Modigliani in der Malerei und August Gaul in der Bildhauerei.
Neben seiner Haupttätigkeit als Maler und Bildhauer zeichnete er sich durch handwerkliche Vielfältigkeit aus: von Grafik und verschiedenen Drucktechniken über Glasgestaltung bis hin zu architekturgebundene Kunst (Friese, Wandmalereien, Reliefs) gibt es  kaum eine Technik, die er nicht anwandte. Hierbei war ihm seine profunde handwerkliche Ausbildung eine wichtige Grundlage.
Zeichnete sich seine Arbeit anfangs durch Streben nach handwerklicher Perfektion in fast altmeisterlicher Manier aus, so wurde er in späteren Jahren zunehmend freier und technisch experimentierfreudiger.

## Arbeiten
- 1978 Luchsfamilie (Bronze, Berlin-Karlshorst)